# Polymorphismus
Als Polymorphismus (altgriechisch πολυμορφισμός polymorphismos ‚Vielgestaltigkeit‘) bezeichnet man im Bereich Genetik das Auftreten mehrerer Genvarianten innerhalb einer Population. Die verschiedenen Varianten eines bestimmten Gens am gleichen Genort (Locus) werden auch Allele genannt.
Genetische Variationen müssen nicht in jedem Fall in unterscheidbaren Genprodukten resultieren und können auf den Genotyp beschränkt bleiben. Eine Variation schon allein der Basensequenz der DNA, eine Sequenzvariation, wird in der Molekularbiologie als Polymorphismus bezeichnet, wenn mehrere Varianten vorliegen, die durch Mutation ineinander überführt werden können. Sequenzvariationen innerhalb der codierenden DNA-Abschnitte aber haben meistenfalls einen Effekt auf das Genprodukt, und nach den varianten Vorlagen werden dann unterschiedliche Proteine gebildet.
Ein unterschiedliches Genprodukt kann zu Merkmalsvariationen im Erscheinungsbild von Organismen führen. Wenn infolge varianter Gene mehrere deutlich unterscheidbare Phänotypen auftreten, wird in der Biologie von einem Polymorphismus gesprochen. Dafür muss definitionsgemäß die seltenere Genvariante innerhalb einer Population eine Auftretenshäufigkeit (Allelfrequenz) von über ein Prozent haben; ansonsten wird hier auch von einer Sequenzvariation oder einer Mutation gesprochen.
Ein Enzym- oder Proteinpolymorphismus liegt vor, wenn ein Polymorphismus der Erbinformation – im Genom – auch eine Unterscheidbarkeit des jeweiligen Genprodukts bedeutet, und zwar über die Transkription in RNA – im Transkriptom – hinaus durch Translation dann auch eine des synthetisierten Proteins – im Proteom – bewirkt, beispielsweise eines bestimmten Enzyms.
Synonym zu Polymorphismus können auch Polymorphie, Heteromorphie und diskontinuierliche Vielgestaltigkeit gebraucht werden.

## Sequenzvariationen
Drei Arten von Sequenzvariationen lassen sich unterscheiden:
- Einzelnukleotidpolymorphismen (Single Nucleotide Polymorphisms, SNP)
- kleine Insertions- und Deletionspolymorphismen (in der Regel weniger als 50 Nukleotide), auch INDELs genannt.
- Strukturvarianten (oder Kopienzahlvarianten, CNVs).

Die häufigsten Sequenzvariationen sind die Einzelnukleotidpolymorphismen (SNP), denen der Austausch eines Nukleotides im DNA-Molekül zugrunde liegt. Es wird von einem SNP auf 200 bis 1000 Basenpaare im menschlichen Genom ausgegangen. Liegt der SNP im kodierenden Bereich einer Gen-Sequenz, kann das den Austausch einer Aminosäure im resultierenden Protein zur Folge haben. Da aber im genetischen Code oft mehrere unterschiedliche Basentripletts für die gleiche Aminosäure stehen, hat nicht jeder Basenaustausch in der DNA zwingend einen Aminosäuretausch im Protein zur Folge.
Unter einer Insertion oder – dem Gegenteil – einer Deletion versteht man den Einbau bzw. den Verlust von mindestens einem Nukleotid. Dies kann dazu führen (wenn beide Allele betroffen sind), dass für das Genprodukt (ein Enzym) keine Aktivität mehr nachweisbar ist. Kleinere Insertionen und Deletionen (weniger als 50 Nukleotide) werden als INDELs bezeichnet.
Kopienzahlvarianten (Genduplikationen, Vervielfachungen oder Deletionen) können schließlich das gesamte Gen betreffen. Dies kann beispielsweise zu einer erheblichen Erhöhung der Stoffwechselkapazität des betroffenen Genprodukts führen.

## Auswirkungen von Sequenzvariationen
Immer wieder wird beobachtet, dass in einer Gruppe von Menschen, die unter vergleichbaren Bedingungen leben und gemeinsam bestimmten Umwelteinflüssen ausgesetzt sind, nur einige Individuen als Folge dieser Umwelteinflüsse von gesundheitlichen Auswirkungen betroffen sind: So werden in seltenen Fällen beispielsweise Kettenraucher vergleichsweise alt, während Gelegenheitsraucher mit entsprechender genetischer Prädisposition früh an Lungenkrebs sterben können. In der Auseinandersetzung mit der Umwelt und den aus ihr aufgenommenen Fremdstoffen spielen stets Enzyme eine wichtige Rolle, die solche Fremdstoffe abbauen können. Sequenzvariationen können, wie aus Studien von Unglücksfällen und Arzneimittelnebenwirkungen hervorgeht, zu erheblichen Unterschieden beim Abbau der Fremdstoffe im Körper unterschiedlicher Personen führen. Praktische Nutzanwendungen haben diese Erkenntnisse bisher aber nicht. Auch wurden erhebliche ethnische Unterschiede beim Auftreten von Sequenzvariationen beobachtet, deren Gründe noch unklar sind.
Die zunehmende Genauigkeit, mit der Sequenzvariationen anhand von Gentests nachgewiesen werden können, wirft wachsende ethische Probleme auf: Sollen etwa Personen mit bekannten Risikofaktoren von bestimmten Berufen ausgeschlossen werden? Welche Konsequenzen wird die Kenntnis einer bestimmten Sequenzvariation für den Abschluss einer Lebensversicherung haben? Andererseits könnte eine verbesserte Aufklärung über Risiken (zum Beispiel ein erhöhtes Infarktrisiko bei bestimmten Polymorphismen) einer betroffenen Person Anlass geben zu versuchen, einer möglichen Erkrankung aktiv entgegenzuwirken – beispielsweise durch gesunde Ernährung, sportliche Betätigung und gezielte Vorsorge – und damit womöglich die eigene Lebensqualität zu verbessern.

## Polymorphismus bei äußerlich sichtbaren Merkmalen

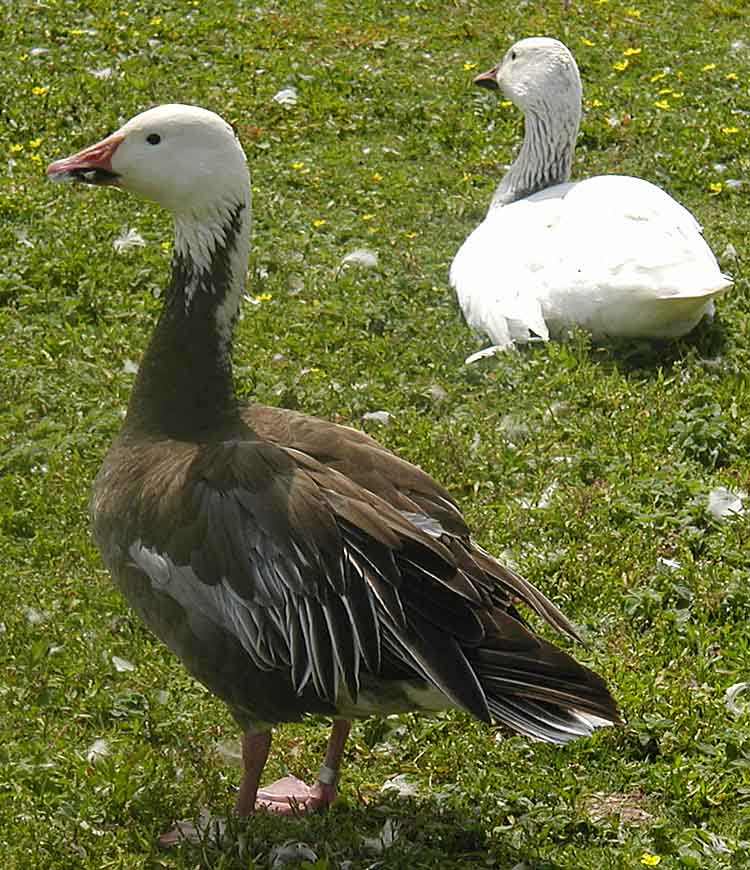
Braune und weiße Form bei der Schneegans

Ursprünglich stand die Bezeichnung Polymorphismus für einen Begriff, der nahezu ausschließlich äußerlich sichtbare Merkmale erfasste, also das Verhältnis von Phänotypen unterschiedlicher Gestalt (Morphe) beschrieb. Dieser auf Merkmale der äußeren Erscheinung beschränkten Auffassung entsprechen daher auch die bekanntesten Beispiele:
Gibt es innerhalb einer Art unterschiedliche Erscheinungsvorkommen, so spricht man von einem Phänotyp-Polymorphismus. Viele Arten weisen zumindest einen Geschlechts-Dimorphismus auf, sofern sich Männchen und Weibchen voneinander unterscheiden. Eine weitere Form von Polymorphismus ist der soziale oder Kasten-Polymorphismus, wie er etwa bei staatenbildenden Insekten, speziell bei Ameisen und Termiten zu beobachten ist. Ein zeitlicher oder Saison-Polymorphismus liegt vor, wenn die zu unterschiedlichen Zeiten im Jahr auftretenden Generationen einer Population unterschiedliche Morphen ausbilden, wie dies zum Beispiel bei manchen Schmetterlingen vorkommt. Ferner kommen zum Beispiel bei Schnirkelschnecken nebeneinander mehrere Farbvarianten vor (Farb-Polymorphismus). Auch Verhaltens-Polymorphismus wurde beschrieben (Polyethismus).